# René Henriksen
René Henriksen (Glostrup, 27 augustus 1969) is een voormalig Deens voetballer. Hij vertegenwoordigde zijn vaderland tweemaal op het WK (1998 en 2002) en twee keer op het EK (2000 en 2004).

## Clubcarrière
Henriksen begon zijn professionele carrière bij Akademisk Boldklub. Met deze club won hij in 1999 de Deense beker. In 2000 werd hij uitverkozen tot Deens voetballer van het jaar. Henriksen had toen net zijn eerste seizoen bij de Griekse topclub Panathinaikos erop zitten.

## Interlandcarrière
Henriksen kwam in totaal 66 keer (nul doelpunten) uit voor de nationale ploeg van Denemarken in de periode 1998–2004. Onder leiding van bondscoach Bo Johansson maakte hij zijn debuut op woensdag 25 maart 1998 in de vriendschappelijke uitwedstrijd tegen Schotland (0-1), net als middenvelder Martin Jørgensen. Henriksen viel in dat duel na 45 minuten in voor Jacob Laursen. Sinds de WK-eindronde 2002 droeg hij twee jaar lang de Deense aanvoerdersband. Hij zwaaide af na het EK voetbal 2004 in Portugal, waar de Denen in de kwartfinales werden uitgeschakeld door Tsjechië (3-0).

## Erelijst
Akademisk Boldklub
- Beker van Denemarken

1999
 Panathinaikos
- Alpha Ethniki

2004
- Beker van Griekenland

2004
- Deens voetballer van het jaar

2000